# Opius chillcotti
Opius chillcotti är en stekelart som beskrevs av Fischer 1969. Opius chillcotti ingår i släktet Opius och familjen bracksteklar. Inga underarter finns listade i Catalogue of Life.